# ルドヴィーコ・アリオスト

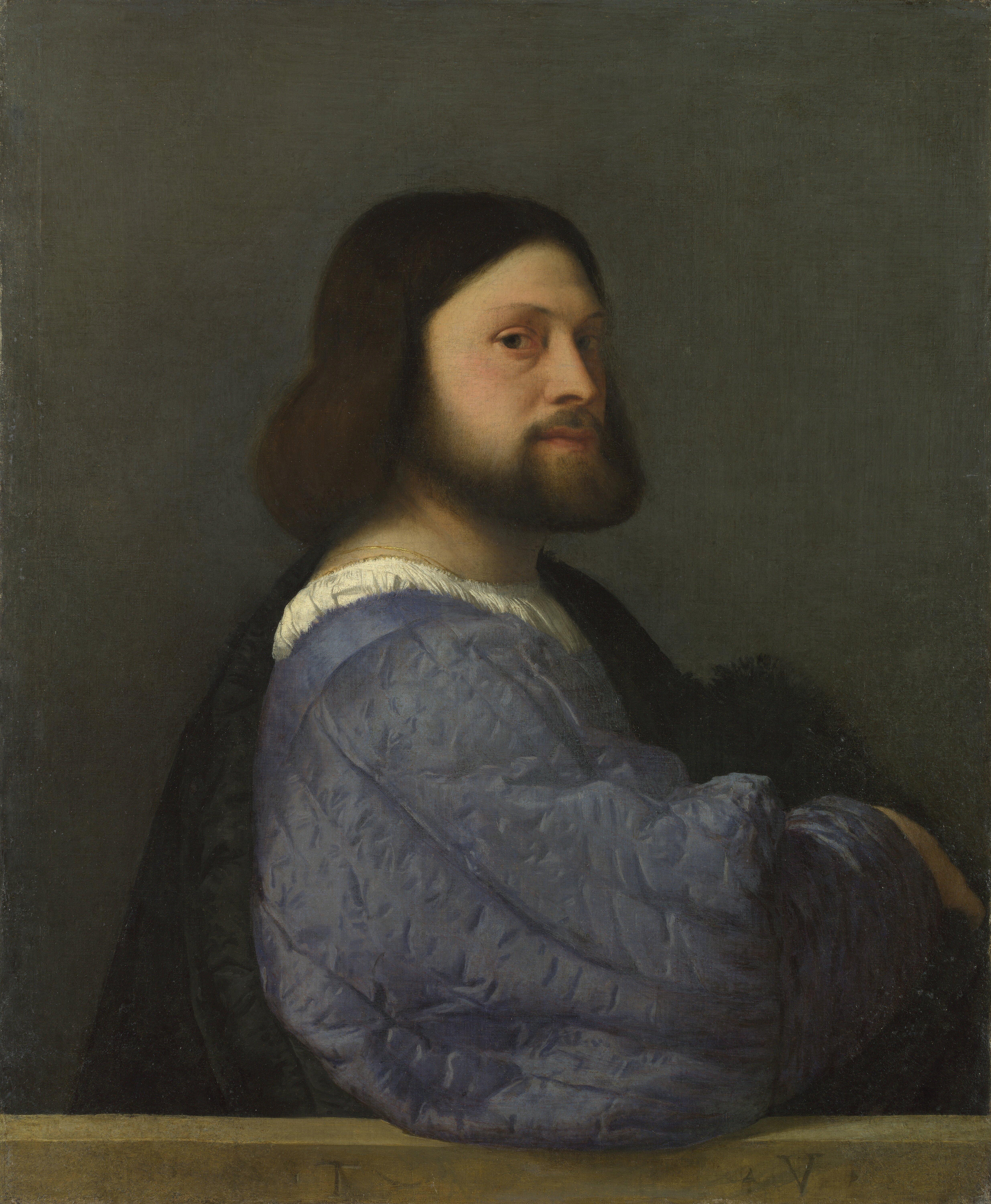
長らくL・アリオスト像とされていた「キルトの袖をつけた男の肖像」（ティツィアーノ筆・1510年）

ルドヴィーコ・アリオスト（Ludovico Ariosto、1474年9月8日 - 1533年7月6日）は、イタリア・ルネサンス時代の詩人。

## 生涯
レッジョ・エミリアで要塞司令官をしていたニッコロ・アリオストの息子として生まれる。幼少から詩を好んでいたが父の命令により5年間を法律の勉強に費やす。26歳の時についに許しを得てグレゴリオ・デ・スポレートのもとで主にラテン語の古典を中心に研究することができるようになったが、グレゴリオがフランチェスコ・スフォルツァの家庭教師としてフランスに随行したために、ギリシア語を学ぶ機会を失う。父が亡くなって、長子として大家族を支える責任を負うこととなり、エステ家の枢機卿イッポーリト1世に仕え、将校・外交官として活躍し、のちフェラーラ公アルフォンソ1世の弟イッポーリトに仕える。1517年以降はガルファニャーナの総督となったが、晩年に結婚して余生をフェラーラで送ったアリオストとレオナルド・ダ・ビンチは、イッポリト・デステ枢機卿の姉、イザベラ・デストがパトロンだった。枢機卿がハンガリーへ旅をする際、アリオストの同行を求めたが、アリオストは体調不良や母の介護を言い訳にして、同行を断った。アリオストとデステは激しい口論となり、デステはアリオストを解任した。
物語詩『狂えるオルランド Orlando furioso』（1516年）は、彼の代表作である。この作品はルネサンス文学のベストセラーであり、骨格である「美しき姫と勇者の騎士との恋と冒険の物語」は、今日まで続く王道の英雄冒険物語のパターンである。完訳版は『狂えるオルランド』（脇功訳、名古屋大学出版会、2001年、新版2022年）
他にホラティウスの作風にならった7篇の風刺詩や5篇の喜劇《Cassaria》《Suppositi》《Negromante》《Lena》《Scolastica》などの作品がある。若い頃にウェルギリウス、ホラティウス、ペトラルカ、プラウトゥス、テレンティウスなどの古典作家を学んだアリオストは、哀歌・カンツォーネ・マドリガルなどはもちろん喜劇を書くときにも、彼が生きていた頃に起こった大事件をまったく作品の上に反映しない。たとえばシャルル8世が南下してイタリアに侵入したことやルイ12世がミラノ公国を征服したことなどは、言及こそするもののアリオストにとっては文飾にすぎない出来事の扱いだった。
彼の古典の模倣にすぎない詩の中でも、枢機卿イッポーリト・デ・メディチが詩人の奉仕を理解しないことへの憤りを述べるくだりになると、それがアリオスト自身を描くことになり、自身の人生に八つ当たりをしている詩が、そのまま喜劇的な効果を持った自画像となった。詩人を悩ませていたのは家庭の事情、宮廷に対する喜怒哀楽、恋愛、文学上のつきあいなどの個人的悩みが多かった。
アリオストが、ボイアルドの『恋するオルランド』の続編を書こうと決意して10年この仕事に没頭した結果、真剣なルネサンスの叙事詩ができあがった。魔法の楯や指輪、天馬などが登場する幻想的な物語でありながら、生き生きとした想像力によって登場人物は自然かつ簡潔に描き出されている。後年の20世紀イタリアの作家イタロ・カルヴィーノが偏愛した作品の一つでもある。